# Фриульские острова
Фриу́льские острова (фр. Archipel du Frioul, окс. Archipèla dau Frieu) — небольшой архипелаг в Средиземном море, в 4 км западнее центра Марселя. Административно относятся к 7-му округу Марселя, (Франция).
В 2002 году акватория у островов объявлена морским парком.

## География
Архипелаг состоит из 4 островов и нескольких маленьких островков. Общая площадь — около 2 км².
Крупнейшие острова, Помег и Ратонно, с 1822 года соединены молом. Остров Тибулен находится западнее Ратонно; восточнее, на пути к Марселю, расположен знаменитый замок Иф, от которого до материка около 1,6 км.

## История
В начале XVIII века для избежания чумы острова служили местом карантина, а в ходе Второй Мировой войны использовались для размещения войск Вермахта.

## Население
Население архипелага по данным 2006 года составляет 86 жителей.